# ویشیوانکا

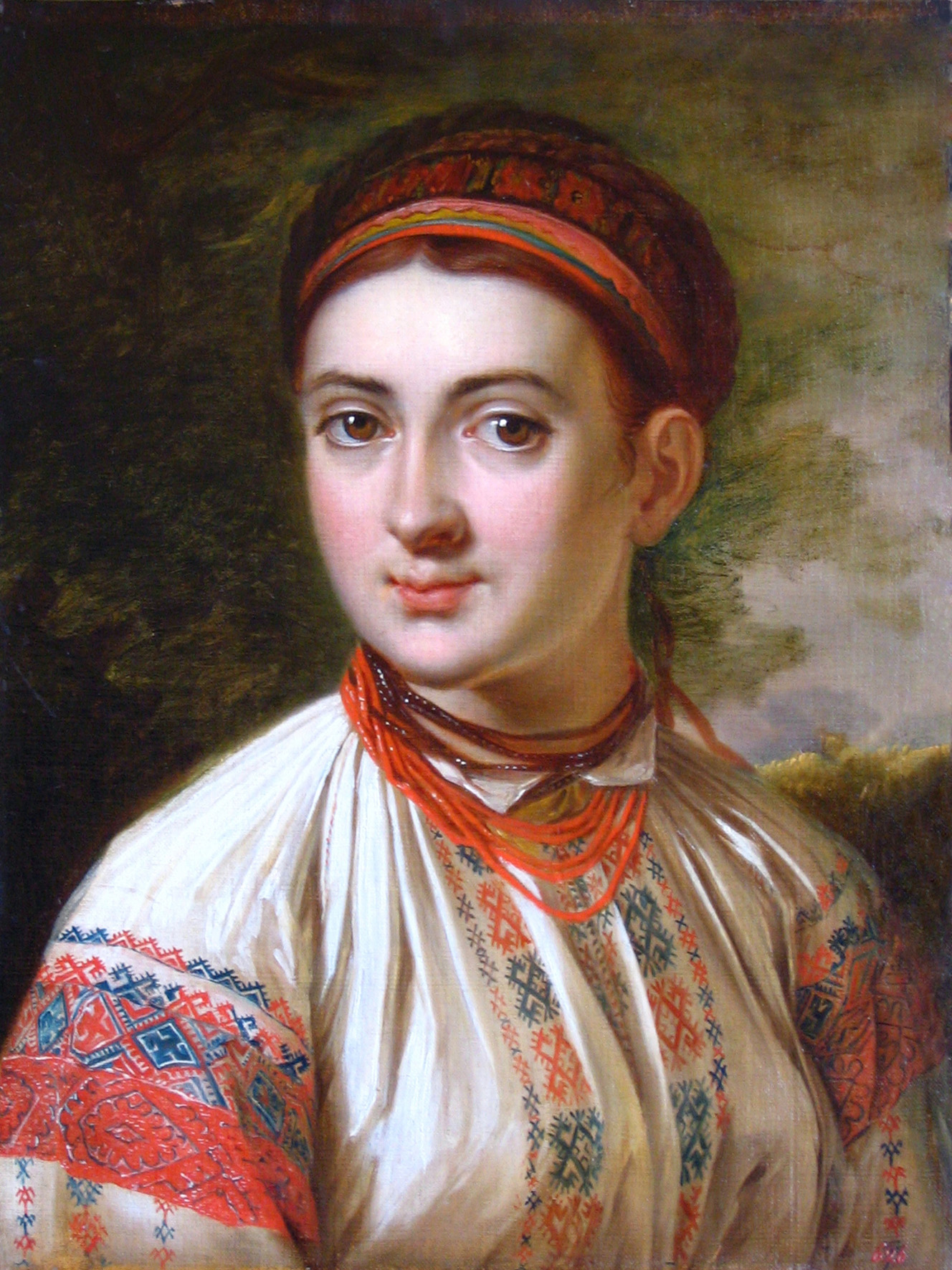
پرترهٔ زنی در ویشیوانکای اوکراینی، ۱۸۲۱ میلادی

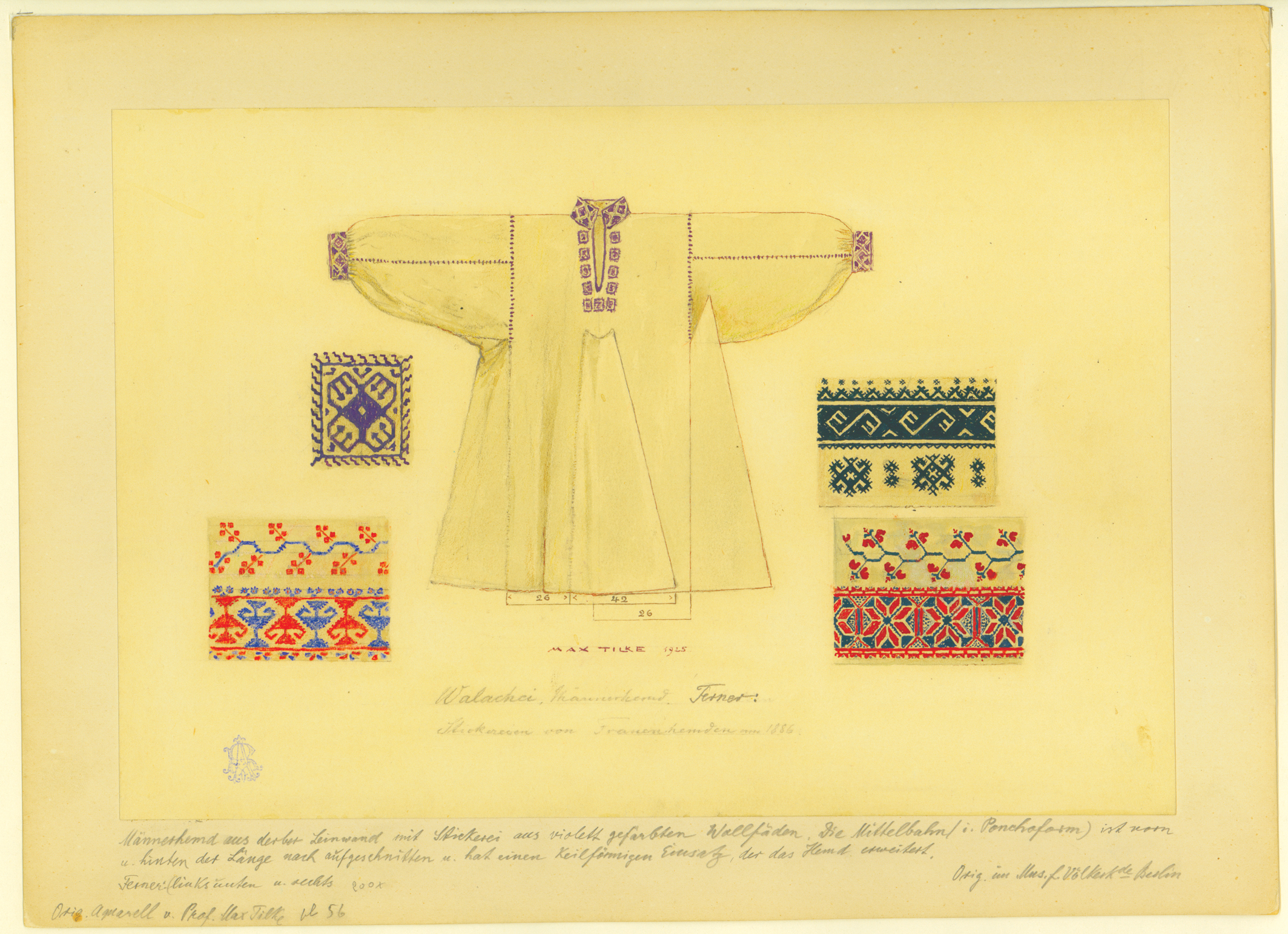
ساختار بنیادی جامه

ویشیوانکا (به اوکراینی: вишива́нка)، (به بلاروسی: вышыванка) نامی عامیانه برای پیراهن گل‌دوزی‌شده در لباس‌های ملی اوکراینی و بلاروسی است. ویشیوانکای اوکراینی با ویژگی‌های گل‌دوزی محلی خاص گل‌دوزی اوکراینی متمایز می‌شود.
ویشیوانکا در لباس سنتی زنان روسی با سارافونی که شامل یک دامن بلند کامل است که درست زیر بازوها با بندهایی آویزان است یا یک نیم تنهٔ بسیار کوتاه که آن را روی شانه‌ها محکم می‌کند.

## ریشه‌شناسی
در ترجمه‌های انگلیسی متون اوکراینی، کلمهٔ «گل‌دوزی اوکراینی» یک وام‌واژه است. همان‌طور که کیلت (دامن اسکاتلندی) در مورد منشأ اسکاتلندی خود صحبت می‌کند، یا موکاسین‌ها به میراث بومیان آمریکا نسبت داده می‌شوند، ویشیوانکا نیز با افتخار مردم اوکراین را تعریف می‌کند.

## در اوکراین

### گل‌دوزی
گل‌دوزی یک عنصر اساسی از لباس محلی اوکراین در هر دو جنس است.: ۱۶ ویشیوانکای اوکراینی با ویژگی‌های گل‌دوزی محلی خاص گل‌دوزی اوکراینی متمایز می‌شود:
ویشیوانکا نه تنها از منشأ اوکراینی خود صحبت می‌کند، بلکه از منطقهٔ خاصی که در آن ساخته شده‌است نیز صحبت می‌کند. چشم زیرک می‌توانست با لباس‌هایی که بر تنش بود، تشخیص دهد که از کجا آمده‌است؛ بنابراین گل‌دوزی یک صنعت مهم در اوکراین است و تکنیک‌های مختلفی برای مطابقت با سبک‌های محلی با الگوها و رنگ‌های خاص خود وجود دارد. به‌طور سنتی، نخ را طبق فرمول‌های محلی با استفاده از پوست، برگ، گل، انواع توت‌ها و غیره رنگ می‌کردند. به این ترتیب، محیط محلی به معنای واقعی کلمه در رنگ گل‌دوزی منعکس می‌شود.

— جی جی گورگا، پژواک‌هایی از گذشته: سینمای شاعرانهٔ اوکراین و حالت قوم نگاری تجربی.
در گل‌دوزی اوکراینی، رنگ‌های سیاه، قرمز و سفید پایه هستند و زرد، آبی و سبز مکمل هستند.: ۲۷۸.
در قلمرو اوکراین، گل‌دوزی قبلاً در قرن پنجم پیش از میلاد وجود داشت و آفرینشی از هنرهای زیبای سکاها بود.: ۱۸ اوکراین به دلیل گل‌دوزی بسیار هنری خود در سراسر جهان مشهور است.: ۱۶ امروزه برای گل‌دوزی مهم است که از هنر عامیانه به عنوان منبعی بدون دگرگونی کوک یا رنگ استفاده کند، زیرا هر تغییری باعث بی‌ارزش شدن یک تکهٔ گل‌دوزی و تحریف آن می‌شود.: ۲۷۸.

### تأثیر هنری

#### سایر لباس‌های ملی
لباس‌های روسیهٔ جنوبی، که تمایل به لباس‌های روشن و چند رنگی را نشان می‌دهد، مطمئناً تحت تأثیر لباس‌های رنگارنگ اوکراینی پس از ورود تعدادی قابل توجه از مهاجران اوکراینی به این منطقه از قرن هفدهم میلادی قرار گرفته‌است.

#### مد سطح بالا
در طول هفتهٔ مد پاریس ۲۰۱۵ میلادی، طراح مد اوکراینی، ویتا کین در مجلهٔ وُگ و هارپرز بازار به دلیل معرفی ویشیوانکاها به‌عنوان طرح‌های سبک بوهمیایی مدرن که نمادهای مُدی چون: آنا دلو روسو، میروسلاوا دوما و لئاندرا مدینه را به خود جلب کرد، مطرح شد. این طراح، پیراهن ویشیوانکا را به یک نسخهٔ مدرن‌تر تبدیل کرد. او شکل سنتی را حفظ کرد، اما گل‌دوزی را با قرض گرفتن برخی از عناصر از روشنیک اوکراینی و منسوجات خانگی تغییر داد.
مجلهٔ وُگ در شمارهٔ ماه مه خود در ایالات متحدهٔ آمریکا نوشت که ویشیوانکا «امواج زیادی از کشور اروپای شرقی ایجاد کرده‌است». تایمز لندن اعلام کرد که «مطلوب‌ترین لباس تابستان امسال [۲۰۱۶ میلادی] است» و به زودی نیویورک تایمز به خوانندگان توصیه کرد که این مد «برترین لباس تابستان» را تهیه کنند. میلانی تیری، هنرپیشهٔ فرانسوی، در جشنوارهٔ فیلم کن ۲۰۱۶ میلادی یک ویشیوانکا پوشید. ملکه ماکسیمای هلند نیز هنگام بازدید از بازی‌های المپیک تابستانی ۲۰۱۶ میلادی یک لباس ویشیوانکا پوشید.

### معنی

#### باورهای سنتی
ویشیوانکا به عنوان طلسم برای محافظت از شخصی که آن را پوشیده‌است استفاده می‌شود و داستانی را تعریف می‌کند. الگویی هندسی که در گذشته با افزودن نخ‌های قرمز یا سیاه به نخ روشن بافته می‌شد، و بعداً با گل‌دوزی تقلید شد و اعتقاد بر این بود که قدرت محافظت از شخص را از هر آسیبی دارد. اصطلاحی در اوکراین به کار برده می‌شود: (به اوکراینی: Народився у вишиванці) که به این صورت ترجمه شده‌است که: «او با پوشش ویشیوانکا به دنیا آمد». این اصطلاح برای تأکید بر شانس و توانایی کسی برای زنده‌ماندن در هر شرایطی استفاده می‌شود.

#### میهن‌پرستی

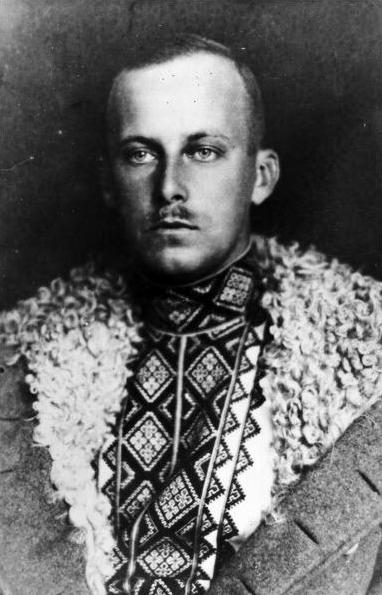
آرشیدوک ویلهلم با پوشش ویشیوانکا

آرشیدوک ویلهلم اتریش یک وطن‌پرست اوکراینی بود که پوشیدن ویشیوانکا را ترجیح می‌داد و به همین دلیل در زبان اوکراینی با نام واسیل ویشیوانی (ریحان گل‌دوزی‌شده) شناخته می‌شد. میدان ویشیوانوهو به افتخار او در شهر لویو نامگذاری شد.
ویشیوانکا و سایر نمادهای ملی پس از تظاهرات مردمی میدان اروپا در اوکراین بسیار محبوب شدند، از جمله در جوامع ال‌جی‌بی‌تی+ که نشان از تعلق خود به ملت داشتند.

#### جشن
«روز ویشیوانکا» در سال ۲۰۰۶ میلادی توسط دانشجویی به نام لسیا ورونیوک در دانشگاه ملی چرنیوتسی آغاز شد و به تدریج به عنوان روز جهانی ویشیوانکا بین‌المللی شد. و در سومین پنجشنبهٔ ماه مه، جشن گرفته می‌شود. در نظر گرفته شده‌است که همه اوکراینی‌ها در سراسر جهان، صرف نظر از مذهب، زبانی که صحبت می‌کنند یا محل زندگی آن‌ها، متحد شود. این یک تعطیلات فلش ماب است که به هیچ تعطیلی رسمی یا روز عید متصل نیست. در این روز بسیاری از اوکراینی‌ها برای نشان دادن تعهد به اندیشهٔ هویت ملی، اتحاد و نمایش میهن‌پرستی خود لباس‌های ویشیوانکا می‌پوشند. مقامات دولتی، از جمله مقامات شهرداری، دادگاه، و مقامات دولتی و رئیس دولت، ممکن است که در جشن شرکت کنند.

در سال ۲۰۱۸ میلادی، مورد استیناف وزارت توسعهٔ اقتصادی و بازرگانی اوکراین تحقیقی را انجام داد و به نتایج زیر رسید:
ترکیب کلمهٔ «روز ویشیوانکا» به معنای تعطیلاتی است که به پارچه‌های گل‌دوزی شده هویت ملی اوکراینی اختصاص یافته و به عنوان نام جشن آگاهی ملی اوکراینی، میهن‌پرستی و روح اتحاد مردم که نمادی از ویشیوانکای اوکراینی است، وارد فرهنگ اوکراینی شده‌است.
ترکیب کلمهٔ «روز ویشیوانکا» در ذهن شهروندان تنها پیوستگی را تداعی می‌کند - تعطیلات اختصاص داده شده به ویشیوانکا که در اوکراین و اکنون نیز در خارج از کشور هر سال در یک روز خاص از ماه مه جشن گرفته می‌شود. تعطیلات روز ویشیوانکا معنایی نمادین پیدا کرده و در حال حاضر یک رویداد بین‌المللی است که اندیشهٔ هویت اوکراینی را در جهان گسترش می‌دهد، فرهنگ و سنت‌های اوکراینی را رایج می‌کند، به شکل‌گیری آگاهی ملی اوکراین، پرورش میهن‌پرستی و اتحاد مردم اوکراین کمک می‌کند. […]

جشن روز ویشیوانکا هر ساله با مشارکت شهروندان، سازمان‌های غیردولتی، مقامات دولتی برگزار می‌شود و به‌طور گسترده توسط جامعه با پوشیدن ویشیوانکا و ترتیب دادن رویدادهای مختلف جشن گرفته می‌شود.